# Ayumu Iwasa
Ayumu Iwasa (Osaka, 22 de setembre de 2001) és un pilot d'automobilisme japonès que actualment competeix en la Fórmula 2 per l'equip DAMS. El pilot forma part de l'acadèmia de joves pilots de Red Bull.

## Trajectória

### Kárting
Iwasa va començar a córrer amb els karts amb quatre anys, disputant campionats infantils sota influència del teu pare, que va ser pilot de carreres locals. Durant la seva adolescència, Iwasa va guanyar diversos campionats de Kart japonesos.

### Fórmula 4
En 2017, el pilot va iniciar la seva carrera als monoplaces al Campionat Japonès de Fórmula 4, quan va disputar dues curses, finalitzant en 15è en ambdues, i també competí pel Campionat Asiàtic de Fórmula Renault, on també va disputar dues curses, aconseguint dues Pole positions i acabant en segona posició en les dues. En 2018, continua a la Fórmula 4 local, on sumà punts a la primera cursa.
En 2019, Ayumu guanya la temporada de la Suzuka Racing Sèries.
El 2020, el pilot s'incorpora a Honda Junior Driver, el programa de joves pilots d'Honda, i al mateix temps es trasllada a Europa, on competeix a la Fórmula 4 francesa. En el campionat, Iwasa aixeca el títol, guanyant 9 de les 21 curses, anotant 15 podis i 338 punts.

### Fórmula 3

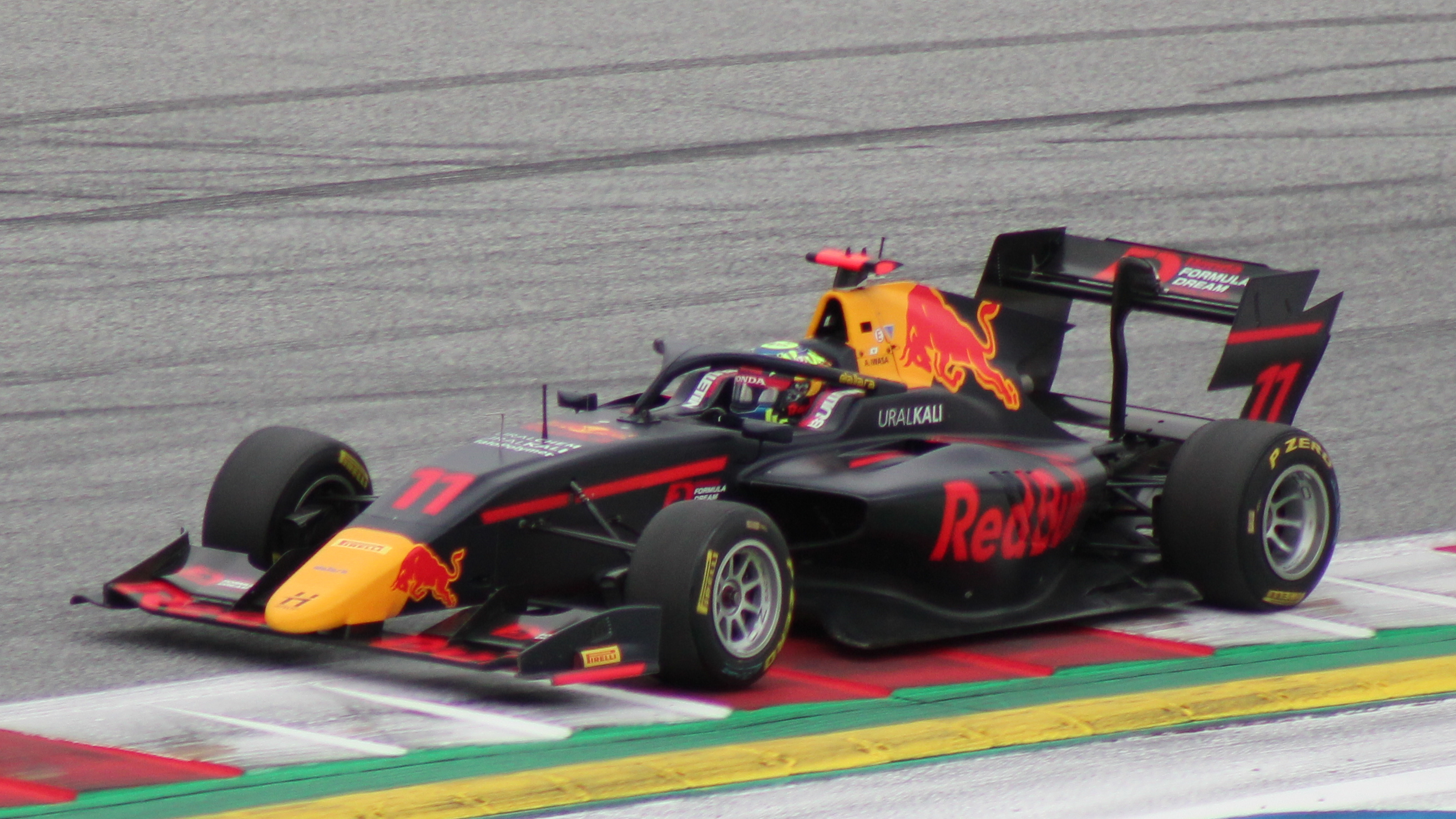
Iwasa en la F3 a Spielberg (2021).

En 2021, després de guanyar la Fórmula 4 francesa, Iwasa s'uneix al Red Bull Junior Team, acadèmia de joves pilots de l'equip de Fórmula 1 Red Bull Racing. El pilot signa un compromís amb Hitech per competir a la Fórmula 3 asiàtica a l'inici del any i al Campionat de Fórmula 3 de la FIA. En la competició asiàtica, Ayumu anota un podi en Dubai i finalitza en 8è amb 81 punts.
En la Fórmula 3, per l'equip britànic, el pilot formarà trio amb Jak Crawford, que també és membre de l'acadèmia de Red Bull i amb Roman Stanek, el seu company d'equip a la Fórmula 3 asiàtica. A la segona ronda de l'Red Bull Ring, Iwasa finalitza en 9è, més és desqualificat de la cursa per ignorar la bandera negra i taronja. En la primera ronda d'Hungaroring, el pilot finalitza en segon lloc, més amb la penalització de cinc segons del guanyador Lorenzo Colombo, el japonès hereta la victòria de la cursa. En Zandvoort, conquereix un altre podi, finalitzant en tercer. Al final de la temporada, Iwasa finalitza en 12è lloc, sumant 52 punts.

### Fórmula 2

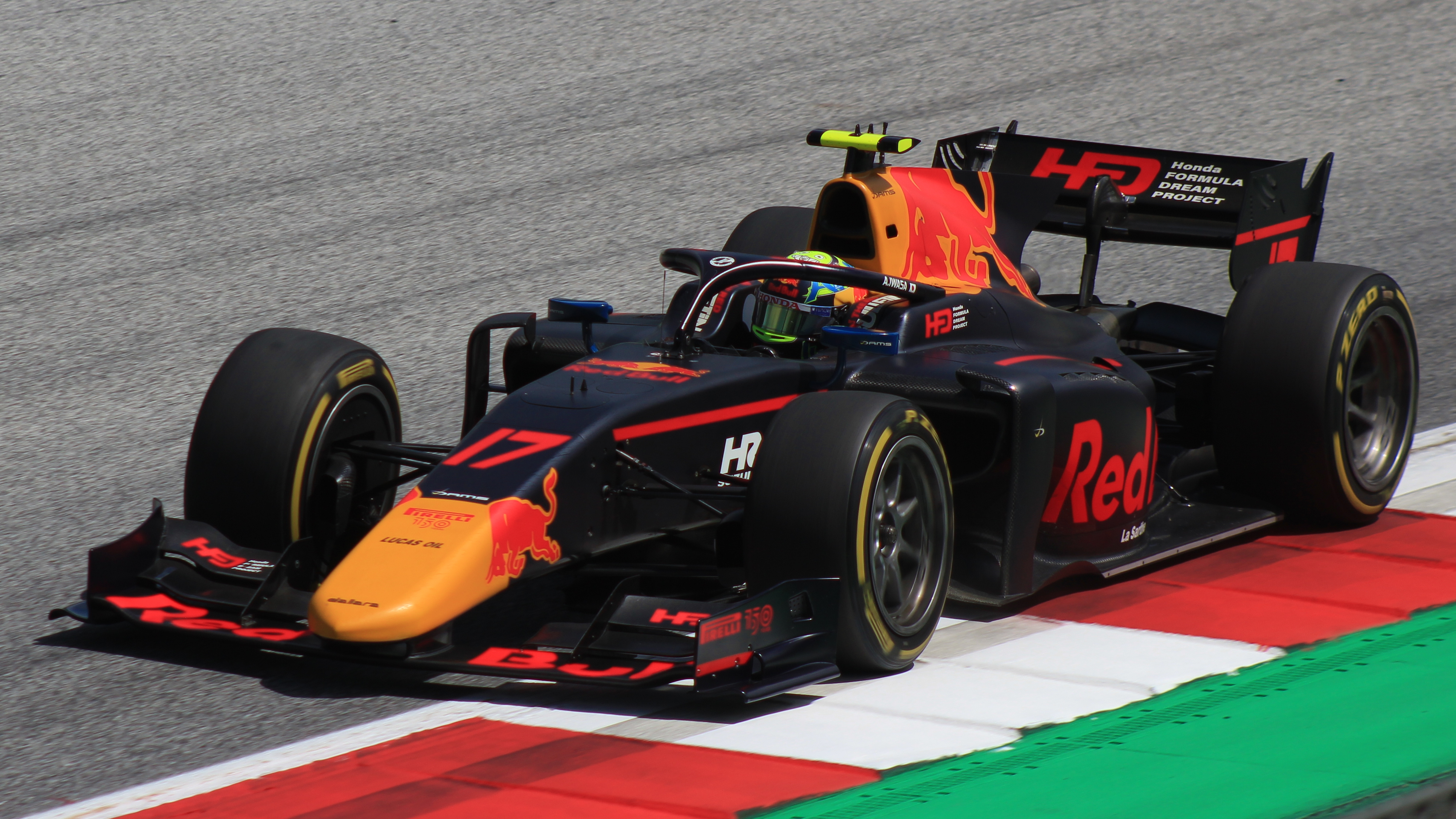
Iwasa competint per l'DAMS, en la temporada 2022 de Fórmula 2.

En les proves de posttemporada de Fórmula 2, Iwasa és convidat per l'DAMS per conduir un dels seus cotxes, i en gener del 2022, l'equip francès va confirmar que el japonès correrà en la categoria, juntament amb el pilot israelià Roy Nissany. Durant l'inici de la temporada, Ayumu sumarà punts als quatre primers circuits, especialment a Montmeló, on en la cursa esprint, finalitza en segon, per darrere del guanyador de la cursa Felipe Drugovich. En la segona ronda de Mònaco, el pilot va causar una col·lisió amb Calan Williams, abandonant al final de la cursa. A la cursa esprint de Silverstone, sota la pluja, va sortir en la sisena posició, amb el cotxe adequat i la seva bona adaptació a la pista humida, Iwasa fa una excel·lent cursa i finalitza en segona posició, per darrere de Jack Doohan. La seva primera victòria a la categoria va arribar a la segona ronda de Le Castellet, quan va començar bé i va prendre el lideratge de la cursa fins a travessar la meta, guanyant amb 8 segons d'avantatge sobre el segon lloc, Théo Pourchaire, i la setmana següent, a l'Hungaroring, també va anotar la seva primera pole position.

## Resum de la carrera esportiva
| Temporada | Categoría                      | Equips            | Curses       | Victòries    | Poles        | VR           | Podis        | Punts        | Pos.         |
| --------- | ------------------------------ | ----------------- | ------------ | ------------ | ------------ | ------------ | ------------ | ------------ | ------------ |
| 2017      | Campionat Japonès de Fórmula 4 | B-MAX Racing Team | 2            | 0            | 0            | 0            | 0            | 0            | 28è          |
| 2017      | AFR Series - Clase A           | Asia Racing Team  | 2            | 0            | 1            | 1            | 2            | 48           | 14è          |
| 2018      | Campionat Japonès de Fórmula 4 | Rn-sports         | 2            | 0            | 0            | 0            | 0            | 8            | 17è          |
| 2020      | Campionat Francès de Fórmula 4 | FFSA Academy      | 21           | 9            | 5            | 7            | 15           | 329          | 1r           |
| 2021      | Fórmula 3 Asiática             | Hitech Grand Prix | 15           | 0            | 0            | 0            | 1            | 81           | 8è           |
| 2021      | FIA Fórmula 3                  | Hitech Grand Prix | 20           | 1            | 0            | 0            | 2            | 52           | 12è          |
| 2022      | FIA Fórmula 2                  | DAMS              | Disputant-se | Disputant-se | Disputant-se | Disputant-se | Disputant-se | Disputant-se | Disputant-se |
| Font:     |                                |                   |              |              |              |              |              |              |              |

## Resultats

### Fórmula 3
(Clau) (negreta indica pole position) (cursiva indica volta ràpida)
| Any  | Equip  | 1        | 2       | 3        | 4       | 5       | 6       | 7         | 8        | 9       | 10    | 11       | 12       | 13       | 14       | 15       | 16      | 17        | 18       | 19       | 20      | 21      | Pos. | Punts |
| ---- | ------ | -------- | ------- | -------- | ------- | ------- | ------- | --------- | -------- | ------- | ----- | -------- | -------- | -------- | -------- | -------- | ------- | --------- | -------- | -------- | ------- | ------- | ---- | ----- |
| 2021 | Hitech | CAT 1 14 | CAT 2 7 | CAT 3 15 | LEC 1 8 | LEC 2 9 | LEC 3 7 | RBR 1 DSQ | RBR 2 14 | RBR 3 6 | HON 1 | HON 2 10 | HON 3 12 | SPA 1 15 | SPA 2 11 | SPA 3 13 | ZAN 1 3 | ZAN 2 Ret | ZAN 3 11 | SOX 1 10 | SOX 2 C | SOX 3 9 | 12è  | 52    |